# Georgi Abadschiew (Radsportler)

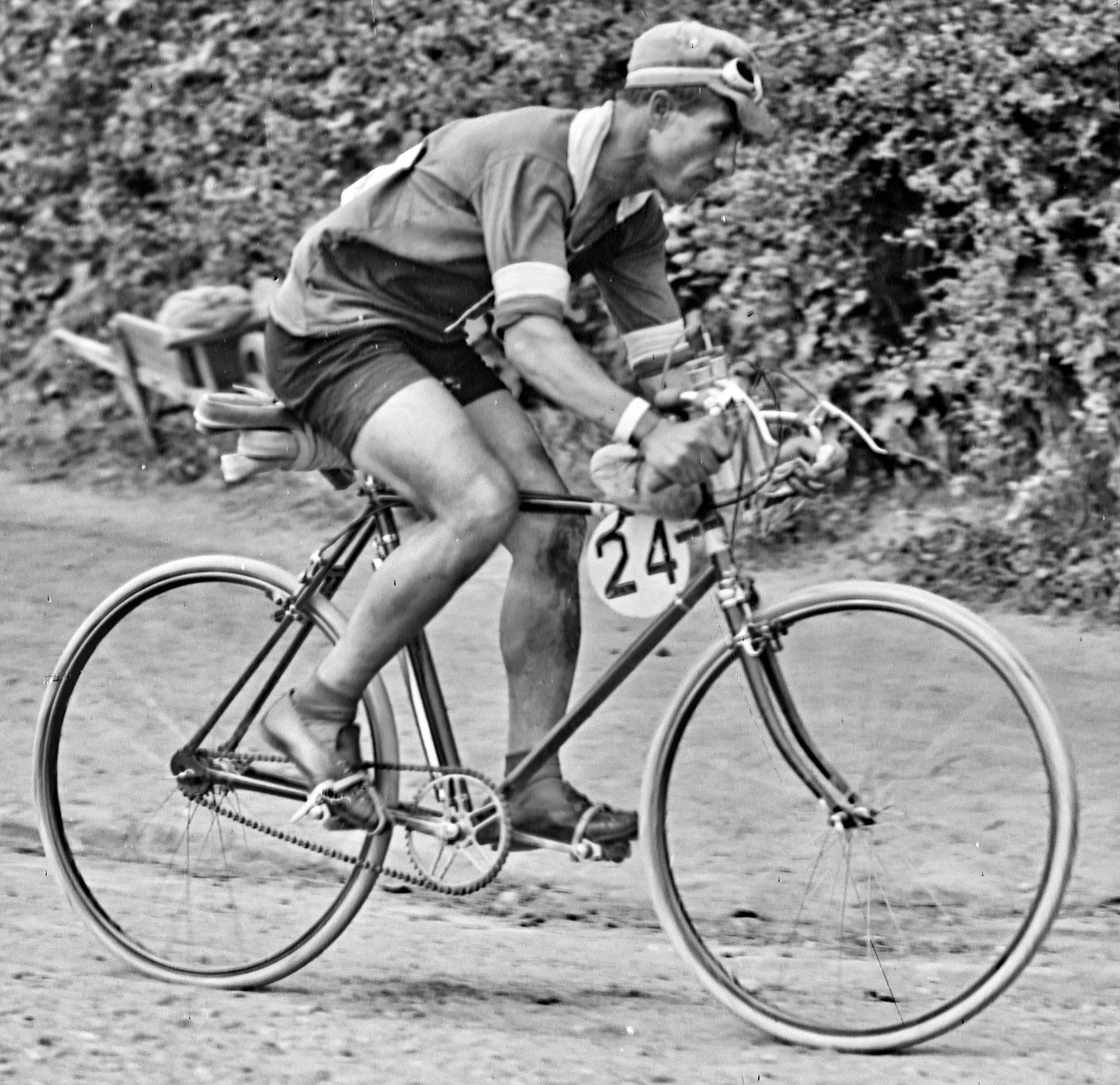
Georgi Abadschiew (1924)

Georgi Abadschiew (bulgarisch: Георги Абаджиев; * 1892; † unbekannt) war ein bulgarischer Radrennfahrer.

## Sportliche Laufbahn
Bei den Olympischen Sommerspielen 1924 wurde er im olympischen Einzelzeitfahren in Paris beim Sieg von Armand Blanchonnet 53. im Klassement. Er war damit der beste Fahrer seiner Mannschaft. Die bulgarische Mannschaft kam nicht in die Mannschaftswertung. 1924 gewann er zeitgleich mit seinem Landsmann Kostadin Dirilgerow die Bulgarien-Rundfahrt, wobei er eine Etappe gewinnen konnte.